# خانکا اردونوونا
خانکا اُردونوونا (لهستانی: Hanka Ordonówna؛ ۲۵ سپتامبر ۱۹۰۲ – ۸ سپتامبر ۱۹۵۰) بازیگر، خواننده اهل لهستان بود. وی بین سال‌های ۱۹۱۸ تا ۱۹۳۹ میلادی فعالیت می‌کرد.
از فیلم‌ها یا برنامه‌های تلویزیونی که وی در آن نقش داشته است، می‌توان به عقاب کوچک اشاره کرد.